# Élections sénatoriales françaises de 1935
Des élections sénatoriales se déroulent en France le 20 octobre 1935. Elles ont pour but de renouveler la série C du Sénat. La série C comprend les départements allant, par ordre alphabétique, de l'Orne à l'Yonne inclus, auxquels il faut ajouter le département d'Oran et celui de l'Inde française.

## Résultats
Le groupe de la Gauche démocratique, radicale et radicale-socialiste (GDRRS) cède trois sièges, passant de 167 à 164 élus, mais conserve toutefois la majorité absolue. Le groupe des sénateurs de la Fédération républicaine dénommé Groupe de Gauche républicaine devient Action nationale républicaine et sociale (ANRS) en 1936 tandis que le groupe de la Droite disparait. 
|                        |                                                                           |                 |                |               |  |  |
| Groupes parlementaires | Groupes parlementaires                                                    | Sièges sortants | Sièges obtenus | Sièges totaux |  |  |
|                        | Groupe socialiste (GS)                                                    | 11              | 13             | 19            |  |  |
|                        | Groupe de la Gauche démocratique, radicale et radicale-socialiste (GDRRS) | 48              | 44             | 157           |  |  |
|                        | Groupe Union démocratique et radicale (UDR)                               | 11              | 6              | 27            |  |  |
|                        | Groupe de l'Union républicaine (UR)                                       | 26              | 21             | 64            |  |  |
|                        | Groupe de Gauche républicaine (GR)                                        | 4               | 3              | 15            |  |  |
|                        | Groupe de la Droite                                                       | 2               | 1              | 5             |  |  |
|                        | Indépendants ou Non-inscrits                                              | 6               | 17             | 23            |  |  |
|                        |                                                                           |                 |                |               |  |  |
| Total                  | Total                                                                     | 108             | 105            | 310           |  |  |

### Par tendances politiques
| Tendances politiques | Tendances politiques     | Sièges sortants | Sièges obtenus | Sièges totaux |
| -------------------- | ------------------------ | --------------- | -------------- | ------------- |
|                      | Conservateurs            | 3               | 1              |               |
|                      | URD                      | 20              | 16             |               |
|                      | Démocrates populaires    | 2               | 5              |               |
|                      | Républicains de gauche   | 16              | 18             |               |
|                      | Radicaux indépendants    | 7               | 7              |               |
|                      | Indépendants de gauche   | 3               | 4              |               |
|                      | Radicaux-socialistes     | 46              | 39             |               |
|                      | Républicains socialistes | 1               | 1              |               |
|                      | Socialistes de France    | 5               | 4              |               |
|                      | Socialistes              | 6               | 10             |               |
|                      | Pupistes                 | 1               | 1              |               |
|                      | Communistes              | 0               | 1              |               |
| Total                | Total                    | 110             | 107            | 315           |